# Pinto (Santiago del Estero)
Pinto (exestación Mitre) es una localidad argentina en la provincia de Santiago del Estero, a 245 km de la capital provincial. Es la cabecera del departamento Aguirre. Es una Intendencia de 3.ª Categoría. Se halla sobre la Ruta Nacional N.º 34 en la Mesopotamia Santiagueña, es decir entre los ríos Dulce y Salado. Su economía es netamente agropecuaria.
La ciudad está ubicada en el km 496 de la Ruta Nacional 34, en el sudeste de la provincia de Santiago del Estero (29° 08’ de Latitud Sur y 62° 39’ de Longitud Oeste) y forma parte de la Región Chaqueña, una extensa planicie con una leve pendiente en dirección Noroeste – Sureste.
Esta vasta área, con una altitud de aproximadamente 100 metros sobre el nivel del mar,  se conoce como la Mesopotamia Santiagueña delimitada al este por el río Salado y al oeste por el río Dulce y el río Utis.
La distancia a la ciudad de Santiago del Estero, capital provincial es de 240 km y 95 km es la distancia hasta el límite con la provincia de Santa Fe.
En Pinto pueden observarse edificaciones de principios del siglo XX, con una fuerte influencia de la arquitectura italiana, caracterizadas por las típicas casas con amplias fachadas recargadas de molduras, puertas de madera labrada y salones de techos altos.
La ciudad tiene el diseño de damero español, con centro en la plaza San Martín, a cuyo alrededor se levantaron las principales instituciones como por ejemplo la Iglesia Nuestra Señora del Carmen, el Centro Cívico, la Escuela 737, la Comisaría, etc.
Las actividades económicas de la zona son principalmente agropecuarias, donde las más importantes son la producción algodonera, maíz, soja, sorgo, trigo, ganadería bovina, ovina y caprina.

## Simbología y heráldica

### Bandera
Fue establecida por Ordenanza Municipal N.º 107/04.
Es de color celeste y blanco, representativo de la enseña patria, mas los distintivos rojo y negro con los que se identifica la ciudad de Pinto.
Reproduce además un sol color amarillo oro.

### Escudo
Recrea la historia de la fundación de Pinto.
Está dividido en cuatro cantones coronados en la lechuza y el sol.
En el cantón izquierdo se sitúan las vías del ferrocarril, que dieron origen a la fundación de la ciudad.
Más abajo fluye el río Salado que bordea el departamento Aguirre y los canales del río Dulce, que abastecen de agua a la zona.
En el cantón derecho se observa la silueta de una palmera, ejemplar típico de la ciudad.
La cabeza vacuna representa la actividad ganadera, una de las más importantes de la zona, así como también las espigas de trigo, símbolo de la fertilidad.
La cinta con la bandera argentina y el nombre de la ciudad rematan el escudo.
Fue establecido por Ordenanza Municipal N.º 107/04.

## Historia de Pinto
La zona de Pinto estuvo habitada, según las diferentes etapas históricas, por los pueblos originarios abipones y sanavirones, antes de la conquista por parte de los españoles.  Posteriormente se convirtió en frontera abierta de Chupilta, Lascomba y Vitiaca. En las cercanías del actual Pinto se establecieron los fortines Libertad, La Viuda y Doña Lorenza, este último situado a 8,5 km del actual Pinto.

### Llegada del ferrocarril
En el año 1888, con el tendido de la red ferroviaria, llega a la zona la punta de rieles del Ferrocarril Buenos Aires - Rosario, luego denominado Ferrocarril Central Argentino y más tarde Ferrocarril Mitre, que se extendería luego hasta la ciudad de San Miguel de Tucumán. En ese trazado se contemplaron cuatro tramos principales: Rosario – Sunchales– Pinto – La Banda – San Miguel de Tucumán.
En su paso por la provincia de Santiago del Estero, las vías corren paralelas al río Dulce en una extensión de 420 km. El 14 de junio de 1887 el tren había llegado a la vecina Estación de Sunchales para avanzar desde allí hasta Pinto. Los primeros en arribar fueron los obreros encargados de abrir las picadas a través del monte que luego servirían para la colocación de las vías.
El trazado del ferrocarril atravesaba terrenos pertenecientes al exgobernador santiagueño Luis Generoso Pinto, cuyo apellido dio nombre a la Estación.
La Estación Pinto es de características arquitectónicas inusuales para la época. Fue restaurada en su totalidad y declarada Patrimonio Histórico por el HCD de la Ciudad.
Por decreto presidencial, el 20 de septiembre de 1890 se habilitó el servicio de pasajeros Pinto – La Banda y esta fecha fue tomada como punto de referencia para conmemorar la fundación de la ciudad. Más tarde, en los alrededores de la Estación Pinto, se fueron asentando los primeros pobladores provenientes de los alrededores de los fortines de la zona y de la costa del Río Dulce. También se instalaron los primeros empleados ferroviarios y trabajadores de las actividades económicas de la zona, como los obrajes, la producción de leña y los durmientes. Luego se instalaron el almacén de ramos generales, el hotel, la Escuela 737. Más tarde se edificó la Iglesia Nuestra Señora del Carmen, dando vida poco a poco a la incipiente localidad.

## Origen del nombre
Luis Generoso Pinto fue quien dio origen al nombre de la Estación Pinto y luego a la ciudad. Nacido en Córdoba el 16 de julio de 1847, nieto de un inmigrante portugués se trasladó al norte del país, primero a Tucumán y luego a Santiago del Estero para iniciar su actividad comercial. Instaló un negocio de ramos generales junto a sus hermanos, llegando a tener el comercio más importante de la capital provincial y una de las mayores fortunas de la provincia. También se dedicaron a la cría de ganado, a la agricultura y a la industria azucarera.
La construcción del ferrocarril atravesó una de sus propiedades, lo que originó que se pusiera su nombre a la flamante Estación Pinto. Dedicado posteriormente a la actividad política, fue gobernador de la provincia de Santiago del Estero desde el 30 de noviembre de 1882 (año de los tres gobernadores) hasta el 10 de julio de 1883, donde una Intervención Federal lo desplaza del cargo reemplazándolo por Isaac Chavarria. Luego fue Diputado Provincial en 1905 y senador Nacional en 1912, año en el que falleció.

## Población
Cuenta con 4 678 habitantes (Indec, 2010), lo que representa un incremento del 29,7 % frente a los 3 605 habitantes (Indec, 2001) del censo anterior.
| Gráfica de evolución demográfica de Pinto entre 1960 y 2010 |
|                                                             |
| Fuentes: INDEC                                              |

## Información del lugar
Fiestas patronales y templos: La Patrona religiosa de Pinto es Nuestra Señora del Carmen, cuya fiesta popular se realiza el 16 de julio de cada año. Congrega a fieles de la ciudad, zonas rurales aledañas y localidades vecinas.
El principal templo es la Iglesia Parroquial Nuestra Señora del Carmen, una edificación de más de cincuenta años emplazada frente a la Plaza San Martín, en pleno centro de la ciudad.
Parque Municipal Las Palmeras: Es un bosque natural al norte de la ciudad conformado por más de 250 ejemplares de palmeras que brindan un paisaje panorámico muy particular y exótico.
Está emplazado en un predio de cinco hectáreas y se encuentra ubicado al norte de la ciudad, detrás del Barrio España.
Camping La Cantera: es un espejo de agua de 13 hectáreas, con tres lagos, a 2 km de la ciudad y abastecido por los dos principales ríos de la provincia: el Dulce y el Salado, con vegetación autóctona típica de la región chaqueña.
Centro Cultural: inaugurado en agosto de 2014, posee 800 m² cubiertos y alberga a las distintas expresiones culturales de la ciudad y zona de influencia. Se presentan obras de teatro, espectáculos de música, danza, proyección de cine y otras.

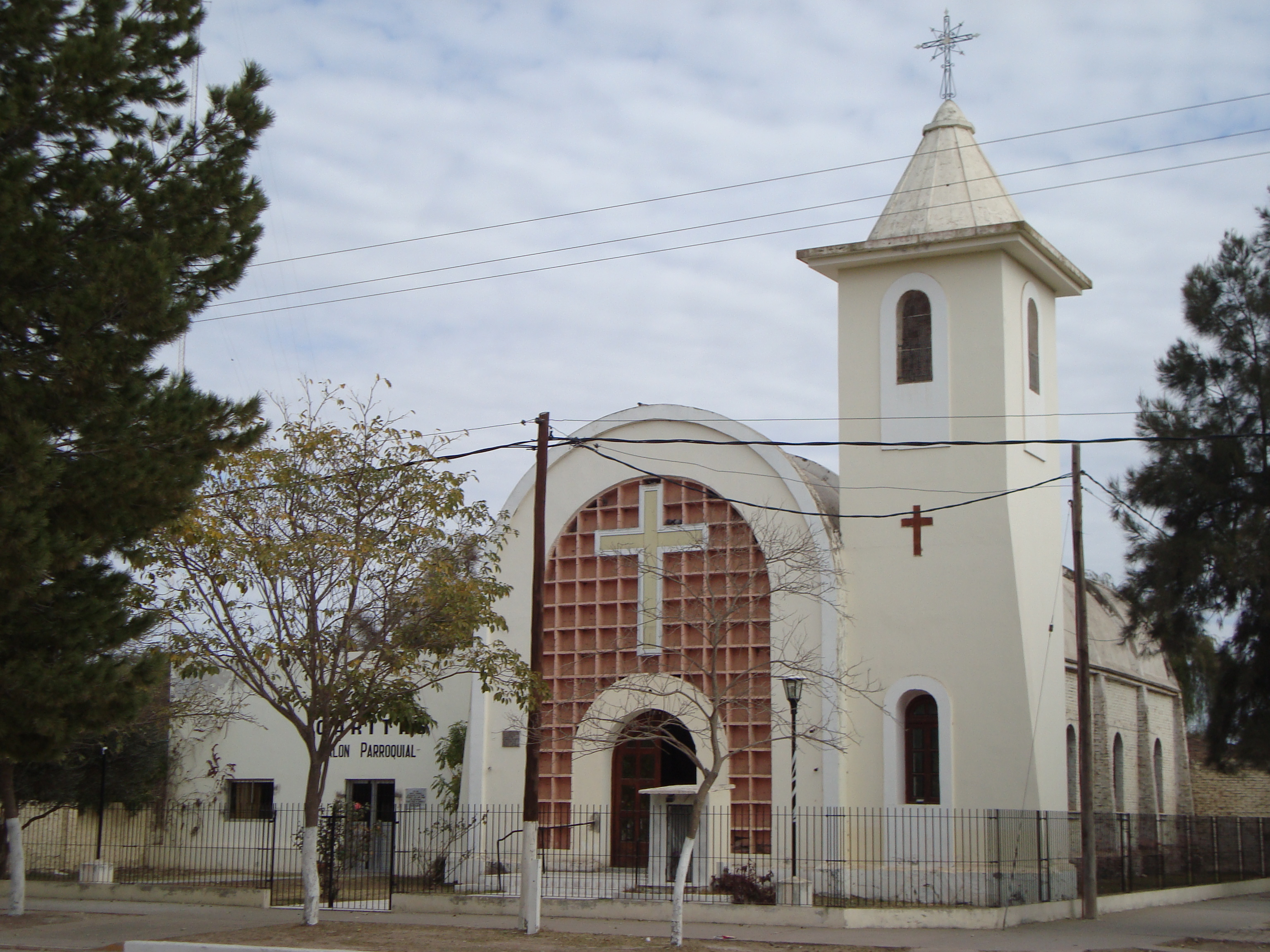
Parroquia

## Parroquias de la Iglesia católica en Pinto
| Diócesis  | Santiago del Estero |
| --------- | ------------------- |
| Parroquia | San Isidro Labrador |